# Milcho Leviev
Milcho Leviev (Милчо Левиев, Plovdiv, 19 de diciembre de 1937-Salónica, 12 de octubre de 2019) fue un pianista, teclista, arreglista y compositor búlgaro de jazz.

## Trayectoria
Tras estudiar en el conservatorio de Sofía, realizó diversos trabajos como arreglista, entre otros, para la orquesta de la Radio-Televisión Búlgara, a comienzos de los años 1960, además de trabajar como solista con la Orquesta Filarmónica de Sofía (1963-68), a la vez que dirigió un cuarteto de jazz. También compuso música para varias películas, antes de trasladarse a Alemania, donde tocó con Albert Mangelsdorff, a comienzos de la década de 1970. Trasladado a Los Ángeles por razones políticas, en 1971 se incorporó a la big band del trompetista Don Ellis, con quien permaneció hasta 1974, labrándose una sólida fama como teclista y arreglista. Después trabajó con Willie Bobo, Billy Cobham, Carmen McRae, Airto Moreira, Roy Haynes, Lee Riternour y otros, todos ellos durante la década de 1970. En los años 1980, tocó en cuarteto con Art Pepper y con Dave Holland, y alternó sus giras americanas con estancias en su país, tocando con la big band de la radio búlgara. Fue también profesor en las Universidades de California Sur y Sofía.

## Estilo
Fue un pianista virtuoso, con un sonido cristalino muy clásico y, a la vez, muy enérgico, capaz de desarrollar improvisaciones de una estructura excepcional.